# Падеж (Врхника)
Падеж (словен. Padež) — поселення в общині Врхника, Осреднєсловенський регіон, Словенія. 
Висота над рівнем моря: 728,7 м.